# Мегахилиды
Мегахилиды (лат. Megachilidae) — семейство пчёл подотряда Стебельчатобрюхие отряда Перепончатокрылые насекомые. Включает 76 родов и более 4000 видов.

## Биология
Гнездятся в старом дереве, в деревянных сооружениях, в сухих стеблях растений, в галлах, в пустых раковинах моллюсков, на камнях, в трещинах скал, в глинистой и песчаной почве. Ячейки облицовывают кусочками листьев или лепестков цветов, песчинками скрепленными слюной. Есть клептопаразитические формы (Stelis, Coelioxys), которые гнезд не устраивают. Преимущественно политрофные и олиготрофные опылители растений.

## Характеристика
Пчёлы от мелкого (5 мм) до крупных размеров (18 мм). Верхняя губа длиннее своей ширины. Пигидий отсутствует. К этому семейству относится и самый крупный в мире вид пчёл — Megachile pluto с длиной тела 39 мм и размахом крыльев в 63 мм.

## Распространение
Распространены во всем мире, кроме Антарктиды.

## Классификация
В мире более 4000 видов (76 родов), в Палеарктике 1100 (36), в России 198 видов (18 родов).
- Подсемейство Fideliinae
  - Триба Fideliini
    - Fidelia  Friese, 1899
    - Neofidelia  Moure & Michener, 1955

  - Триба Pararhophitini
    - Pararhophites  Friese, 1898

- Подсемейство Megachilinae
  - Триба Anthidiini (около 40 родов)
    - Anthidium  Fabricius, 1804
    - Stelis  Panzer, 1806 (клептопаразиты)
    - Trachusa  Panzer, 1805

  - Триба Dioxyini (8 родов)
    - Dioxys  Lepeletier et Serville, 1825 (паразиты Megachile, Anthidium и Osmia)

  - Триба †Glyptapini Cockerell
  - Триба †Glyptosmiini Engel, 2024
    - Glyptosmia Engel, 2024[5]

  - Триба Lithurgini (3 рода)
    - Lithurgus  Berthold, 1827

  - Триба Megachilinii
    - Chalicodoma  Lepeletier, 1841 — Пчёлы-каменщицы
    - Coelioxys Latreille, 1809 (паразиты Megachile)
    - Megachile Latreille, 1802 — Пчёлы-листорезы

  - Триба Osmiini (20 родов)
    - Chelostoma Latreille, 1809
    - Heriades Spinola, 1808
    - Hoplitis Klug, 1807
    - Osmia Panzer, 1806 — Пчёлы-плотники

  - Триба †Protolithurgini Engel
  - Триба †Ctenoplectrellini Engel, 2001[6]
    - Aspidosmia Brauns
    - Aspidosmiella Engel, 2024[5]
      - Ctenoplectrella phaeton Gonzalez and Engel, 2011

    - Ctenoplectrella Cockerell, 1909[7][8][9]
    - Glaesosmia Engel
    - Friccomelissa Wedmann, Wappler, and Engel
    - Probombus Piton

## Обычные виды
- Пчёлы-каменщицы (Chalicodoma)
- Пчёлы-листорезы (Megachile)
  - Люцерновая пчела-листорез (Megachile rotundata)
- Пчёлы-осмии (Osmia)

## Фотогалерея

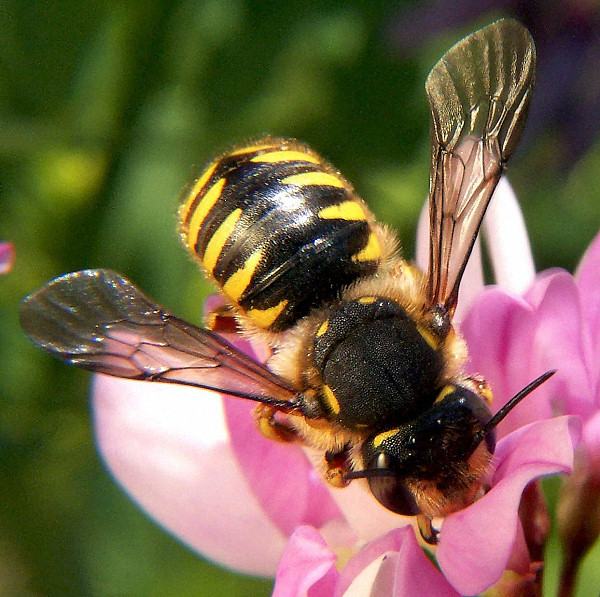
Anthidium manicatum Фото: Bruce Marlin
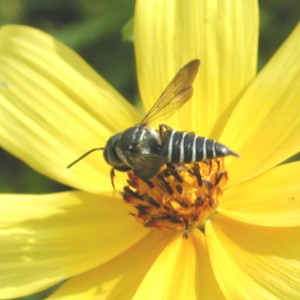
Coelioxys, Южная Каролина
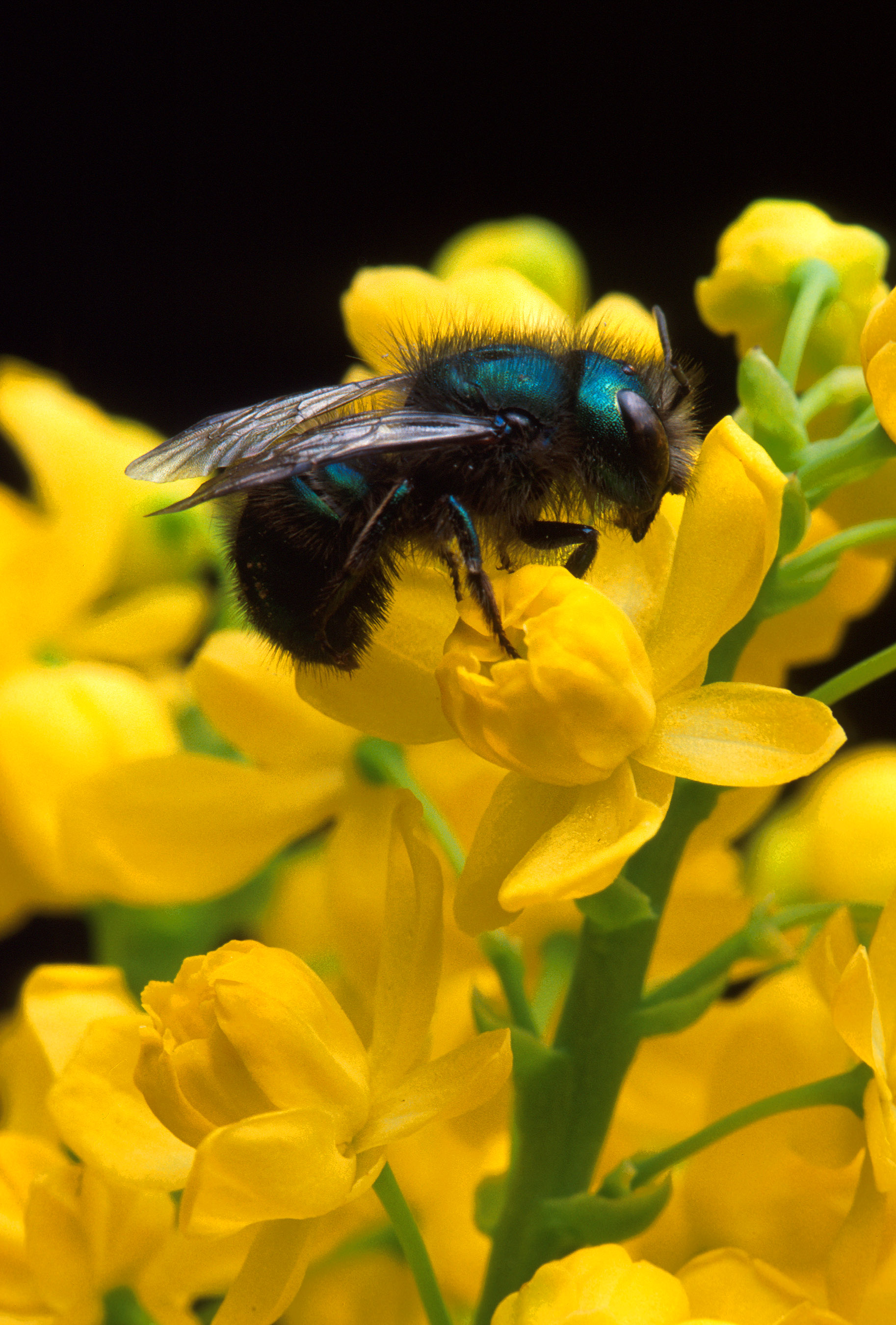
Osmia ribifloris